# Olfen
Olfen je město ležící v Německu v Severním Porýní-Vestfálsku v zemském okrese Coesfeld.

## Historie
Biskup Wolfhelm pojmenoval městečko v roce 889. Požár z roku 1857, při němž bylo zničeno 142 domů, se v historických knihách uvádí jako „velký požár Olfenu“.

## Památky

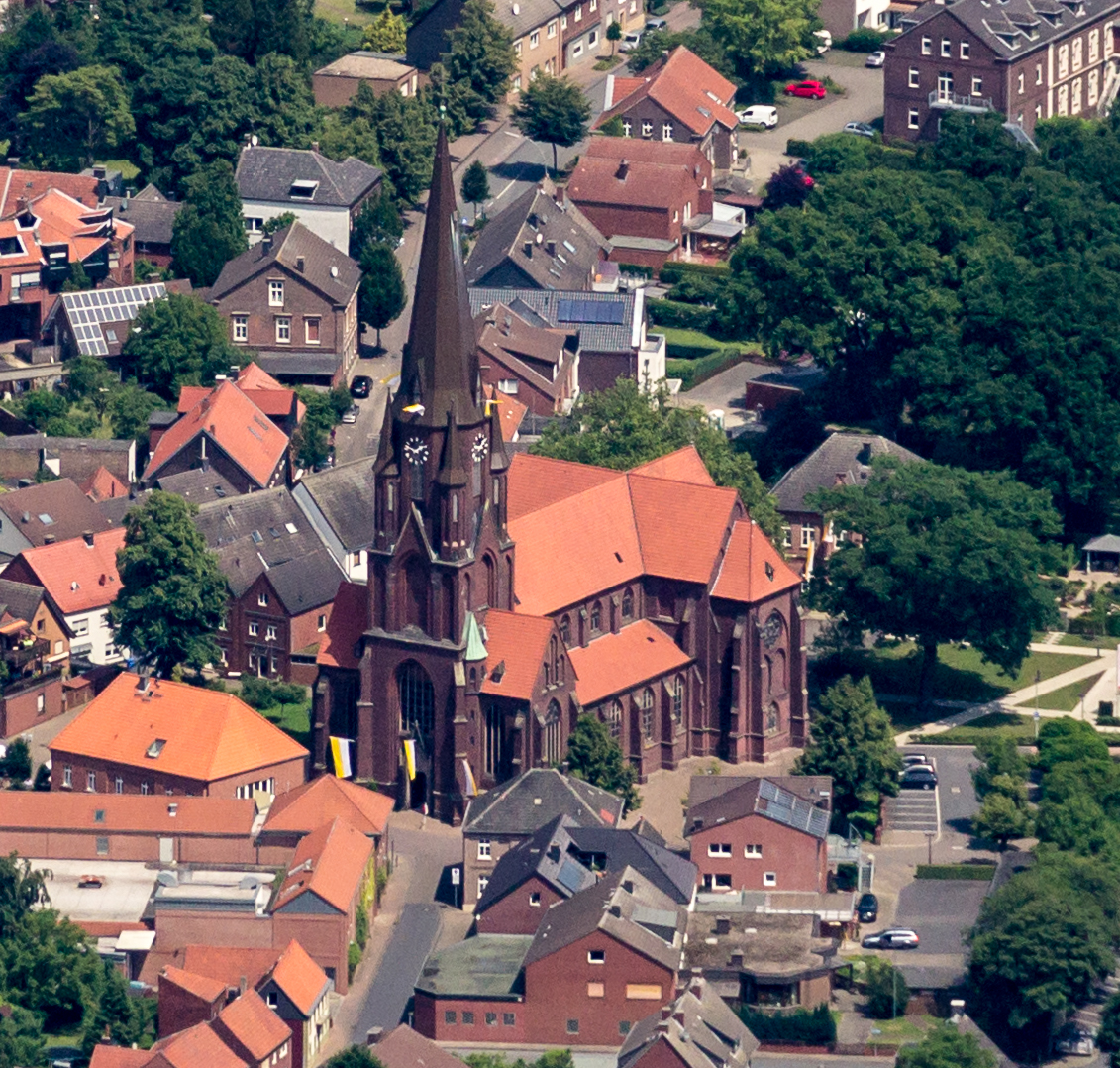
Kostel sv. Víta

Mezi památky patří kostel sv. Víta, hrad a historická pila.

## Osobnosti
- Günter Schlierkamp (* 1970) – profesionální kulturista
- Heiner Wember (* 1959) – německý historik a novinář

## Politika
Wilhelm Sendermann byl zvolen starostou v září 2015 s 87,4 % hlasů.

## Partnerská města
- La Grange, Spojené státy americké